# جيوديكاتو غالورا
جيوديكاتو غالورا (بالإيطالية: Giudicato di Gallura)‏ إحدى الجيوديكاتي السردينية الأربعة من العصور الوسطى. كانت تلك الجيوديكاتي دولًا مستقلة يحكمها قضاة. تأتي التسمية غالورا من غالوس والتي تعني الديك. قسم الجيوديكاتو إلى 10 كوراتوريا.